# NTS Sessions 1–4
NTS Sessions 1–4 (також відомий як NTS Sessions) — тринадцятий студійний альбом британського дуету електронної музики Autechre, виданий лейблом Warp 26 квітня 2018 р.   Альбом був анонсований 9 квітня і складається з оригінальної музики, що включає резиденцію Autechre у квітні 2018 року на радіо NTS, яка була оголошена за тиждень до цього, 3 квітня 2018 року.  Згодом альбом вийшов у цифровому та фізичному форматах. Восьмигодинний NTS Sessions 1–4 є найдовшим випуском Autechre на сьогодні. Альбом був схвалений критиками.

## Випуск і промо
3 квітня 2018 року проєкт оголосив про чотиритижневу резиденцію на Інтернет-радіостанції NTS Radio, передачі якої відбуватимуться 5, 12, 19 та 26 квітня о 16:00. Про те, що резиденція включатиме новий матеріал, не повідомлялося до моменту трансляції першої сесії, що змусило багатьох припустити, що це буде ще один із розширених діджей сетів групи. Через кілька днів після виходу першої сесії Warp оголосив, що кожна з двохгодинних сесій буде випущена у цифровому вигляді, бокс-сетами на 12 LP і 8 CD і доступним через магазин Autechre від Bleep.com.

## Створення
В інтерв'ю з Pitchfork у серпні 2018 року Шон Бут та Роб Браун розповіли, що коли до них звернулися NTS, то вони не планували брати участь у резиденції, адже у 2016 році вже був записаний діджей сет для станції. Однак згодом дуету спало на думку, що у них є достатньо матеріалу, щоб заповнити цілих вісім годин, і зрештою вони задумали проєкт як розширене радіо-шоу. Як і інші випуски Autechre минулого десятиліття, музика є результатом того, що вони називають "системою": "лабіринтний збірник програмних синтезаторів, віртуальних машин та цифрових процесів".  
Підходячи до проєкту як до радіошоу, "композиції складалися та редагувались з урахуванням цього", "з версіями та повтореннями ідей, що мали місце в попередніх матеріалах". Дует "витратив роки на секвенсування" частин альбому з акцентом на "глибоке зведення", де є речі, які ви не обов'язкого почуєте з першого прослуховування".

## Критика
NTS Sessions 1–4 були схвалені критиками. Марк Сміт з Resident Advisor, сказав, що, хоча "NTS Sessions 1–4 будуть викликати ті самі зауваження, що й будь-який альбом Autechre за останнє десятиліття... це їх найкращий запис за останні роки", назвавши альбом "вершиною, ніби попередні десятиліття роботи були актами досліджень, що призвели до цього".  Ендрю Носницький з Pitchfork заявив, що альбом "додає ще один рівень спадщини британського дуету. Хоча це створено комп’ютером, воно дозволить вам перейти до іншої площини людського існування, якщо ви це дозволите" 
У щорічному опитуванні критиків журналу The Wire рейтинг NTS Sessions 1–4 став восьмим найкращим релізом року.

## Трек-лист
| NTS Session 1 (WARP 364-1) | NTS Session 1 (WARP 364-1) | NTS Session 1 (WARP 364-1) |
| #                          | Назва                      | Тривалість                 |
| -------------------------- | -------------------------- | -------------------------- |
| 1.                         | «t1a1»                     | 18:40                      |
| 2.                         | «bqbqbq»                   | 11:16                      |
| 3.                         | «debris_funk»              | 10:25                      |
| 4.                         | «l3 ctrl»                  | 16:52                      |
| 5.                         | «carefree counter dronal»  | 5:14                       |
| 6.                         | «north spiral»             | 15:01                      |
| 7.                         | «gonk steady one»          | 22:25                      |
| 8.                         | «four of seven»            | 13:06                      |
| 9.                         | «32a_reflected»            | 7:02                       |
| 120:00                     |                            |                            |

| NTS Session 2 (WARP 364-2) | NTS Session 2 (WARP 364-2)       | NTS Session 2 (WARP 364-2) |
| #                          | Назва                            | Тривалість                 |
| -------------------------- | -------------------------------- | -------------------------- |
| 1.                         | «elyc9 7hres»                    | 10:21                      |
| 2.                         | «six of eight (midst)»           | 8:42                       |
| 3.                         | «xflood»                         | 9:25                       |
| 4.                         | «gonk tuf hi»                    | 7:53                       |
| 5.                         | «dummy casual pt2»               | 5:16                       |
| 6.                         | «violvoic»                       | 15:01                      |
| 7.                         | «sinistrailAB air»               | 2:41                       |
| 8.                         | «wetgelis casual interval»       | 2:39                       |
| 9.                         | «e0»                             | 15:45                      |
| 10.                        | «peal MA»                        | 5:04                       |
| 11.                        | «9 chr0»                         | 15:45                      |
| 12.                        | «turbile epic casual, stpl idle» | 21:30                      |
| 120:00                     |                                  |                            |

| NTS Session 3 (WARP 364-3) | NTS Session 3 (WARP 364-3) | NTS Session 3 (WARP 364-3) |
| #                          | Назва                      | Тривалість                 |
| -------------------------- | -------------------------- | -------------------------- |
| 1.                         | «clustro casual»           | 11:03                      |
| 2.                         | «splesh»                   | 8:56                       |
| 3.                         | «tt1pd»                    | 22:12                      |
| 4.                         | «acid mwan idle»           | 11:57                      |
| 5.                         | «fLh»                      | 8:18                       |
| 6.                         | «glos ceramic»             | 13:26                      |
| 7.                         | «g 1 e 1»                  | 7:00                       |
| 8.                         | «nineFly»                  | 10:04                      |
| 9.                         | «shimripl air»             | 7:06                       |
| 10.                        | «icari»                    | 19:58                      |
| 120:00                     |                            |                            |

| NTS Session 4 (WARP 364-4) | NTS Session 4 (WARP 364-4) | NTS Session 4 (WARP 364-4) |
| #                          | Назва                      | Тривалість                 |
| -------------------------- | -------------------------- | -------------------------- |
| 1.                         | «frane casual»             | 13:43                      |
| 2.                         | «mirrage»                  | 6:22                       |
| 3.                         | «column thirteen»          | 17:02                      |
| 4.                         | «shimripl casual»          | 24:32                      |
| 5.                         | «all end»                  | 58:22                      |
| 120:00                     |                            |                            |

| AE_Store and Bleep digital bonus track | AE_Store and Bleep digital bonus track | AE_Store and Bleep digital bonus track |
| #                                      | Назва                                  | Тривалість                             |
| -------------------------------------- | -------------------------------------- | -------------------------------------- |
| 1.                                     | «sinistrail sentinel»                  | 11:41                                  |
| 11:41                                  |                                        |                                        |

## Статті
1. 1 2  Autechre: ‘NTS SESSIONS’ 01–04. Warp. Архів оригіналу за 16 квітня 2018. Процитовано 16 квітня 2018. [Архівовано 2018-04-16 у Wayback Machine.]
2. ↑  Smith, Mark (9 квітня 2018). Autechre to release eight-hour NTS Sessions 1–4 as 12-vinyl boxset on Warp Records this August. Resident Advisor. Архів оригіналу за 17 квітня 2018. Процитовано 16 квітня 2018.
3. ↑  Radio, N. T. S. NTS | Don't Assume. NTS Radio (англ.). Архів оригіналу за 17 вересня 2021. Процитовано 14 вересня 2021.
4. 1 2  Twells, John (3 квітня 2018). Autechre announce four day NTS Radio residency. Fact. Архів оригіналу за 27 квітня 2018. Процитовано 26 квітня 2018.
5. 1 2  Sherburne, Philip (9 серпня 2018). Autechre on Their Epic NTS Sessions, David Lynch, and Where Code Meets Music. Pitchfork. Архів оригіналу за 8 січня 2019. Процитовано 7 січня 2019.
6. ↑  Simpson, Paul. NTS Sessions – Autechre. AllMusic. Архів оригіналу за 25 серпня 2018. Процитовано 25 серпня 2018.
7. ↑  Nosnitsky, Andrew (15 травня 2018). Autechre: NTS Sessions 1–4. Pitchfork. Архів оригіналу за 18 травня 2018. Процитовано 18 травня 2018.
8. ↑  Smith, Mark (27 квітня 2018). Autechre – NTS Sessions 1–4. Resident Advisor. Архів оригіналу за 17 травня 2018. Процитовано 18 травня 2018.
9. ↑  Cole, Jake (28 серпня 2018). Autechre: NTS Sessions 1–4. Spectrum Culture. Архів оригіналу за 2 вересня 2019. Процитовано 2 вересня 2019.
10. ↑  2018 Rewind: Releases of the Year 1–50. The Wire. № 419. London. January 2019. с. 32. Архів оригіналу за 12 травня 2021. Процитовано 5 вересня 2020 — через Exact Editions. (необхідна підписка)

## Зовнішні посилання
- NTS Sessions [Архівовано 15 квітня 2020 у Wayback Machine.] у магазині Autechre